# Sinagoga de Zagreb
La Sinagoga de Zagreb (en croata: Zagrebačka sinagoga) fue el principal lugar de culto de la comunidad judía de Zagreb en la Croacia de hoy en día, desde su construcción en 1867 en el Reino de Croacia-Eslavonia dentro del Imperio austríaco, hasta su demolición por las autoridades fascistas en 1941 en Estado independiente de Croacia alineado con los nazis.
La sinagoga del renacimiento morisco se encuentra en la calle Praska  y ha sido la única edificación judía en la historia de la ciudad. Fue uno de los más destacados edificios públicos de la ciudad, así como uno de los ejemplos más reconocidos de la arquitectura de sinagogas de la región.